# Adam Leśniowolski
Adam Leśniowolski herbu Kolumna (zm. w 1622 roku) – starosta brański.
Poseł na sejm 1611 roku z ziemi czerskiej.